# Ассоциация лаун-тенниса
Ассоциация лаун-тенниса (англ. Lawn Tennis Association, LTA) — орган, в задачи которого входит развитие тенниса и организация теннисных мероприятий в Великобритании, на Нормандских островах и на острове Мэн.

## Задачи и деятельность
Ассоциация лаун-тенниса называет своей главной задачей «помочь людям чаще играть в теннис». Руководство теннисом на Британских островах рассматривается как средство достижения этой цели.
В 2015 году под эгидой АЛТ прошло более 10 600 турниров различных уровней для всех возрастов. АЛТ является одним из организаторов серии профессиональных турниров на травяных кортах, проходящих в Великобритании в первой половине лета и включающей AEGON Open (Ноттингем), AEGON Classic (Бирмингем), AEGON International (Истбурн) и AEGON Championships (Лондон). Эти турниры предваряют проведение в начале июля Уимблдонского турнира. Спонсором этих турниров, равно как и турниров серии AEGON Ttophy, также проводимых АЛТ, является страховая компания AEGON. Среди других соревнований и мероприятий, организуемых АЛТ, — местные теннисные лиги, Бененденские теннисные фестивали, а также Семейный теннисный кубок.
АЛТ внедряет теннисные программы в школах, вузах и общественных центрах, организовывает учебные курсы для теннисных тренеров. Под управлением АЛТ находится Национальный теннисный центр в Рохамптоне (Лондон), в комплекс которого входят 22 теннисных корта с травяным, грунтовым и акриловым покрытием и другие спортивно-тренировочные сооружения. АЛТ несёт ответственность за подбор и подготовку национальных сборных, участвующих в Кубке Дэвиса и Кубке Федерации.

## История
Первые шаги по созданию единой Ассоциации лаун-тенниса были предприняты в конце 1887 года в связи с опасениями, что Всеанглийский клуб лаун-тенниса, успешно проводивший Уимблдонский турнир, не сможет тем не менее контролировать развитие и унификацию этой игры на всей территории Великобритании. Группа, в которую входили спортивный журналист Ник Джексон, генерал-майор Бартлетт из Эксмутского лаун-теннисного клуба, президент теннисного клуба Оксфордского университета Гарри Скривенер и будущий олимпийский чемпион Джордж Гильярд, организовала собрание, на котором были представлены многочисленные спортивные деятели, для решения этого вопроса. Собрание прошло в январе 1888 года под председательством капитана Хоббса — президента Северной ассоциации лаун-тенниса. Несмотря на возражения представителя Всеанглийского клуба, решение об основании национальной Ассоциации лаун-тенниса было принято, и в 1889 году, через восемь лет после того, как была создана аналогичная организация в США, она начала свою работу.
Поначалу было неясно, какие задачи стоят перед только что созданной организацией, и эта неопределённость отмечалась её критиками в прессе; во второй год своего существования, в 1889 году, АЛТ выступила с инициативой проведения межклубных соревнований, но новый турнир — Кубок вызова (англ. Challenge Cup) — не приобрёл популярности, как и учреждённый АЛТ в 1895 году Inter-County Cup. В 1905 году в целях популяризации и развития лаун-тенниса АЛТ создала специальную комиссию по внедрению тенниса в публичных школах, однако эта инициатива не нашла поддержки со стороны преподавателей и директоров школ. В то же время интерес к лан-теннису среди взрослых продолжал расти: если к 1914 году число клубов, состоявших в АЛТ, было несколько ниже 300, то к 1914 году оно превысило тысячу. В 1913 году аффилиированными членами АЛТ также были 17 зарубежных теннисных ассоциаций и 26 клубов из 15 стран. В 1922 году между АЛТ и Всеанглийским клубом было заключено соглашение о совместном контроле над Уимблдонским турниром; в дальнейшем по пересмотренным условиям соглашения АЛТ стала единственным получателем доходов от этого турнира.
С формированием кодексов поведения теннисистов-любителей АЛТ стала одной из организаций, наиболее тщательно следивших за их соблюдением. В 1930-е годы решительное сопротивление её руководства любому совмещению участия в любительских теннисных турнирах с профессиональной деятельностью в смежных областях (в том числе, в случае Билла Тилдена, в теннисной журналистике), вызвало широкую общественную критику. Это демонстративное сопротивление любой профессиональной деятельности теннисистов, по мнению современных исследователей, привело с одной стороны к уходу ряда ведущих любителей в профессиональный спорт, а с другой — к формированию двойной морали и положению, при котором выступления лучших любителей оплачивались организаторами турниров неофициально. В 1950-е и начале 1960-х годов АЛТ оказалась неспособна предпринять практические шаги для поддержки существования небольших местных клубов и турниров в Великобритании, проигравших соревнование американским конкурентам, которые предлагали более привлекательные условия для участников. В то же время именно АЛТ с начала 1960 годов была среди последовательных сторонников ликвидации запрета на участие профессионалов в традиционно любительских теннисных турнирах, и её усилия привели в 1968 году к началу Открытой эры в теннисе. В первые годы Открытой эры АЛТ частично покрывала убытки небольших клубов от проведения турниров с участием профессионалов.
АЛТ, долгое время пытавшаяся выработать долгосрочную национальную стратегию развития тенниса в условиях послевоенного падения популярности этого спорта среди британской публики, опубликовала в 1995 году свою первую официальную программу такого рода — «Развитие тенниса в Великобритании, 1996—2001». Акценты в этой программе были сделаны на развитие детского тенниса и поддержку программ по подготовке теннисистов элитных классов (в противовес массовому спорту и, в частности, клубному теннису, представлявшему собой оплот консерватизма). В 2007 году в Рохамптоне был открыт обошедшийся ассоциации в 40 миллионов фунтов Национальный теннисный центр, совмещавший административный корпус с общежитием и тренировочными сооружениями для наиболее перспективных молодых британских теннисистов. АЛТ платила элитным игрокам стипендию, оплачивала их проживание и работу тренеров, в том числе приглашённых из-за рубежа. Помимо этого была создана национальная сеть центров высоких результатов, в которую вошёл в общей сложности 21 центр. Однако новая программа не дала ожидаемых результатов в виде существенного улучшения положения британских теннисистов в мировых рейтингах (хотя среди её воспитанников и были такие успешные игроки как Джоанна Конта и Кайл Эдмунд), и со сменой руководства АЛТ в 2014 году была свёрнута. Национальный теннисный центр перестал служить базой для развития ведущих игроков, и эта функция была переложена на региональные центры, число которых также было снижено. Новое руководство организации также отказалось от программы по поиску будущих теннисных кадров среди детей в возрасте от восьми до десяти лет, решив, что она поощряет слишком раннюю профессионализацию детского тенниса.